# Liste des députés de la Seine-Maritime
 (mai 2025).
Liste des députés de la Seine-Maritime
Mention liminaire : la liste rassemble, par commodité d'exploitation, les députés élus dans le département de la Seine-Maritime appelé Seine-Inférieure jusqu'en 1955.

## Ve République

### XVIIe législature(de juillet 2024 à 2029)
| Circ. | Identité                      | Parti | Parti    | Suppléant               | Photos |
| ----- | ----------------------------- | ----- | -------- | ----------------------- | ------ |
| 1re   | Florence Hérouin-Léautey      |       | PS       | Nicolas Mayer-Rossignol |        |
| 2e    | Annie Vidal                   |       | REN      | Alban Bourguignon       |        |
| 3e    | Édouard Bénard                |       | PCF      | Hubert Wulfranc         |        |
| 4e    | Alma Dufour                   |       | LFI      | Magalie Adam            |        |
| 5e    | Gérard Leseul                 |       | PS       | Bastien Coriton         |        |
| 6e    | Patrice Martin                |       | RN       | Alexis Perrier          |        |
| 7e    | Agnès Firmin-Le Bodo          |       | Horizons | Agnès Carel             |        |
| 8e    | Jean-Paul Lecoq               |       | PCF      | Nathalie Nail           |        |
| 9e    | Marie-Agnès Poussier-Winsback |       | Horizons | David Guérin            |        |
| 10e   | Robert Le Bourgeois           |       | RN       | Albane Duteurtre        |        |

### XVIelégislature (2022-2024)
| Circ. | Identité                      | Parti | Parti    | Suppléant          | Photos |
| ----- | ----------------------------- | ----- | -------- | ------------------ | ------ |
| 1re   | Damien Adam                   |       | REN      | Delphine Mottet    |        |
| 2e    | Annie Vidal                   |       | REN      | Alban Bourguignon  |        |
| 3e    | Hubert Wulfranc               |       | PCF      | Édouard Bénard     |        |
| 4e    | Alma Dufour                   |       | LFI      | Olivier Bruneau    |        |
| 5e    | Gérard Leseul                 |       | PS       | Christine Déchamps |        |
| 6e    | Sébastien Jumel               |       | PCF      | Laurent Jacques    |        |
| 7e    | Agnès Firmin-Le Bodo          |       | Horizons | Agnès Carel        |        |
| 8e    | Jean-Paul Lecoq               |       | PCF      | Nathalie Nail      |        |
| 9e    | Marie-Agnès Poussier-Winsback |       | Horizons | David Guérin       |        |
| 10e   | Xavier Batut                  |       | Horizons | Stéphanie Lambard  |        |

### XVelégislature (2017-2022)
| Circ. | Identité                        | Parti | Parti        | Suppléant          | Photos |
| ----- | ------------------------------- | ----- | ------------ | ------------------ | ------ |
| 1re   | Damien Adam                     |       | LREM         | Samia Boukhalfa    |        |
| 2e    | Annie Vidal                     |       | LREM         | Philippe Masson    |        |
| 3e    | Hubert Wulfranc                 |       | PCF          | Chloé Argentin     |        |
| 4e    | Sira Sylla                      |       | LREM         | Yanis Khalifa      |        |
| 5e    | Christophe Bouillon (2017-2020) |       | PS           | Bastien Coriton    |        |
| 5e    | Bastien Coriton (2020-2020)     |       | DVG          |                    |        |
| 5e    | Gérard Leseul (2020-)           |       | PS           | Martine Blondel    |        |
| 6e    | Sébastien Jumel                 |       | PCF          | Laurent Jacques    |        |
| 7e    | Agnès Firmin-Le Bodo            |       | LR puis Agir | Christian Grancher |        |
| 8e    | Jean-Paul Lecoq                 |       | PCF          | Nathalie Nail      |        |
| 9e    | Stéphanie Kerbarh               |       | LREM         | Xavier Darrouzet   |        |
| 10e   | Xavier Batut                    |       | LREM puis SE | Carole Devaux      |        |

### XIVelégislature (2012-2017)
| Circonscription     | Identité               | Parti | Suppléant                                                   | Photos |
| ------------------- | ---------------------- | ----- | ----------------------------------------------------------- | ------ |
| 1re circonscription | Mme Valérie Fourneyron | PS    | M. Pierre Léautey (a siégé de juillet 2012 à juillet 2014)  |        |
| 2e circonscription  | Mme Françoise Guégot   | UMP   | M. Patrick Chauvet                                          |        |
| 3e circonscription  | Mme Luce Pane          | PS    | M. Frédéric Sanchez                                         |        |
| 4e circonscription  | M. Laurent Fabius      | PS    | M. Guillaume Bachelay (a siégé de juillet 2012 à juin 2017) |        |
| 5e circonscription  | M. Christophe Bouillon | PS    | Mme Martine Blondel                                         |        |
| 6e circonscription  | Mme Sandrine Hurel     | PS    | Mme Marie Le Vern (a siègé de août 2015 à juin 2017)        |        |
| 7e circonscription  | M. Édouard Philippe    | UMP   | M. Jean-Louis Rousselin (titulaire 4 jours en juin 2017)    |        |
| 8e circonscription  | Mme Catherine Troallic | PS    | M. Matthieu Brasse                                          |        |
| 9e circonscription  | Mme Estelle Grelier    | PS    | M. Jacques Dellerie (a siègé de mars 2016 à juin 2017)      |        |
| 10e circonscription | Mme Dominique Chauvel  | PS    | M. Francis Sénécal                                          |        |

### XIIIelégislature (2007-2012)
| Circonscription     | Identité                    | Parti | Suppléant                   |
| ------------------- | --------------------------- | ----- | --------------------------- |
| 1re circonscription | Mme Valérie Fourneyron      | PS    | M. Yvon Robert              |
| 2e circonscription  | Mme Françoise Guégot        | UMP   | M. Grégory Manry            |
| 3e circonscription  | M. Pierre Bourguignon       | PS    | Mme Luce Pane               |
| 4e circonscription  | M. Laurent Fabius           | PS    | M. Didier Marie             |
| 5e circonscription  | M. Christophe Bouillon      | PS    | M. Jean-Claude Bateux       |
| 6e circonscription  | M. Jean-Paul Lecoq          | PCF   | Mme Marie-Odile Lecourtois  |
| 7e circonscription  | M. Jean-Yves Besselat       | UMP   | M. Édouard Philippe         |
| 8e circonscription  | M. Daniel Paul              | PCF   | Mme Nathalie Nail           |
| 9e circonscription  | M. Daniel Fidelin           | UMP   | M. Vincent Mahé             |
| 10e circonscription | M. Alfred Trassy-Paillogues | UMP   | M. Yvon Pesquet             |
| 11e circonscription | Mme Sandrine Hurel          | PS    | Mme Marie-Françoise Gaouyer |
| 12e circonscription | M. Michel Lejeune           | UMP   | Mme Virginie Lucot-Avril    |

### XIIelégislature (2002-2007)
| Circonscription     | Identité                    | Parti         | Suppléant(e)                   |
| ------------------- | --------------------------- | ------------- | ------------------------------ |
| 1re circonscription | M. Patrick Herr             | UDF           |                                |
| 2e circonscription  | M. Pierre Albertini         | UDF           | M. Max Martinez                |
| 3e circonscription  | M. Pierre Bourguignon       | PS            | Mme Luce Pane                  |
| 4e circonscription  | M. Laurent Fabius           | PS            | M. Didier Marie                |
| 5e circonscription  | M. Jean-Claude Bateux       | PS            | M. Christophe Bouillon         |
| 6e circonscription  | M. Denis Merville           | UMP           | Mme Chantal Sayaret            |
| 7e circonscription  | M. Jean-Yves Besselat       | UMP           | Mme Agnès Firmin-Le Bodo       |
| 8e circonscription  | M. Daniel Paul              | PCF           | Mme Mireille Garcia            |
| 9e circonscription  | M. Daniel Fidelin           | UMP           | M. Philippe Clément-Grandcourt |
| 10e circonscription | M. Alfred Trassy-Paillogues | UMP           | M. Yvon Pesquet                |
| 11e circonscription | M. Édouard Leveau           | UMP puis N.I. | Mme Élisabeth Mallet           |
| 12e circonscription | M. Michel Lejeune           | UMP           | M. Stéphane Dagicour           |

### XIelégislature (1997-2002)
| Circonscription     | Identité                                     | Parti | Suppléant(e)           |
| ------------------- | -------------------------------------------- | ----- | ---------------------- |
| 1re circonscription | M. Patrick Herr                              | UDF   | M. Richard Picot       |
| 2e circonscription  | M. Pierre Albertini                          | UDF   | M. Max Martinez        |
| 3e circonscription  | M. Pierre Bourguignon                        | PS    | M. François Zimeray    |
| 4e circonscription  | M. Laurent Fabius                            | PS    | M. Didier Marie        |
| 5e circonscription  | M. Jean-Claude Bateux                        | PS    | M. Jean-Yves Merle     |
| 6e circonscription  | M. Paul Dhaille                              | PS    | M. Yves Bertrand       |
| 7e circonscription  | M. Jean-Yves Besselat                        | RPR   | Mme Agnès Le Bodo      |
| 8e circonscription  | M. Daniel Paul                               | PCF   | Mme Mireille Garcia    |
| 9e circonscription  | Mme Frédérique Bredin puis M. Patrick Jeanne | PS    | M. Patrick Jeanne puis |
| 10e circonscription | M. Gérard Fuchs                              | PS    | M. Jean-Marie Leduc    |
| 11e circonscription | M. Christian Cuvilliez                       | PCF   | M. Jean Garraud        |
| 12e circonscription | M. Alain Le Vern                             | PS    | M. Christian Plailly   |

### Xelégislature (1993-1997)
| Circonscription     | Identité                                   | Parti | Suppléant             |
| ------------------- | ------------------------------------------ | ----- | --------------------- |
| 1re circonscription | Mme Jeanine Bonvoisin puis M. Patrick Herr | UDF   | M. Patrick Herr       |
| 2e circonscription  | M. Pierre Albertini                        | UDF   | M. Raymond Colin      |
| 3e circonscription  | M. Michel Grandpierre                      | PCF   | M. Dominique Hardy    |
| 4e circonscription  | M. Laurent Fabius                          | PS    | M. René Youinou       |
| 5e circonscription  | M. Jean-Claude Bateux                      | PS    | M. Jean-Yves Merle    |
| 6e circonscription  | M. Denis Merville                          | RPR   | Mme Annie Guillemet   |
| 7e circonscription  | M. Antoine Rufenacht                       | RPR   | M. Jean-Yves Besselat |
| 8e circonscription  | M. Daniel Colliard                         | PCF   | M. Jean-Louis Jegaden |
| 9e circonscription  | M. Charles Revet                           | RPR   | M. Daniel Fidelin     |
| 10e circonscription | M. Alfred Trassy-Paillogues                | RPR   | M. Jacques Couture    |
| 11e circonscription | M. Édouard Leveau                          | RPR   | M. Jean Le Prince     |
| 12e circonscription | M. Alain Le Vern                           | PS    | M. Christian Plailly  |

### IXelégislature (1988-1993)
| Circonscription     | Identité                                    | Parti | Suppléant             |
| ------------------- | ------------------------------------------- | ----- | --------------------- |
| 1re circonscription | M. Michel Bérégovoy                         | PS    | Mme Françoise Siard   |
| 2e circonscription  | M. Dominique Gambier                        | PS    | M. Bernard Jeanne     |
| 3e circonscription  | M. Pierre Bourguignon                       | PS    | M. Henri Deschamps    |
| 4e circonscription  | M. Laurent Fabius                           | PS    | M. René Youinou       |
| 5e circonscription  | M. Jean-Claude Bateux                       | PS    | M. Louis Hancart      |
| 6e circonscription  | M. Paul Dhaille                             | PS    | M. Yves Bertrand      |
| 7e circonscription  | M. Antoine Rufenacht                        | RPR   | M. Jean-Yves Besselat |
| 8e circonscription  | M. André Duroméa                            | PCF   | M. Daniel Colliard    |
| 9e circonscription  | Mme Frédérique Bredin puis M. Jean Vittrant | PS    | M. Jean Vittrant      |
| 10e circonscription | M. Jean-Marie Leduc                         | PS    | M. Pierre Bobée       |
| 11e circonscription | M. Jean Beaufils                            | PS    | M. Claude Tancret     |
| 12e circonscription | M. Alain Le Vern                            | PS    | M. Alain Carment      |

### VIIIelégislature (1986-1988)
Cette législature est issue des résultats des élections législatives françaises de 1986 qui, pour la première fois sous la Cinquième république, se sont déroulées (partiellement) au scrutin proportionnel (listes départementales) à un seul tour.
- Liste alphabétique des députés de la VIIIe législature (1986-1988)

| Sièges    | Identité                                    | Parti | Suppléant                                                           |
| --------- | ------------------------------------------- | ----- | ------------------------------------------------------------------- |
| 1er siège | M. Jean Allard                              | UDF   | pas de suppléant                                                    |
| 2e siège  | M. Jean Beaufils                            | PS    | pas de suppléant                                                    |
| 3e siège  | M. Pierre Bourguignon                       | PS    | pas de suppléant                                                    |
| 4e siège  | M. Dominique Chaboche                       | FN    | pas de suppléant                                                    |
| 5e siège  | M. Georges Delatre                          | RPR   | pas de suppléant                                                    |
| 6e siège  | M. Paul Dhaille                             | PS    | pas de suppléant                                                    |
| 7e siège  | M. Laurent Fabius                           | PS    | pas de suppléant                                                    |
| 8e siège  | M. Jean Lecanuet élu Sénateur le 02/10/1986 | UDF   | M. Roger Fossé, suivant de liste député du 30/09/1986 au 14/05/1988 |
| 9e siège  | M. Roland Leroy                             | PCF   | pas de suppléant                                                    |
| 10e siège | M. Joseph Menga                             | PS    | pas de suppléant                                                    |
| 11e siège | M. Charles Revet                            | UDF   | pas de suppléant                                                    |
| 12e siège | M. Antoine Rufenacht                        | RPR   | pas de suppléant                                                    |

### VIIelégislature (1981-1986)
| Circonscription     | Identité                                       | Parti | Suppléant                                                            |
| ------------------- | ---------------------------------------------- | ----- | -------------------------------------------------------------------- |
| 1re circonscription | M. Michel Bérégovoy                            | PS    | M. Dominique Carliez                                                 |
| 2e circonscription  | M. Laurent Fabius nommé membre du Gouvernement | PS    | M. Marc Massion, député du 24/07/1981 au 16/03/1986 (démissionnaire) |
| 3e circonscription  | M. Pierre Bourguignon                          | PS    | Mme Rolande Valognes                                                 |
| 4e circonscription  | M. Jean-Claude Bateux                          | PS    | M. Louis Hancart                                                     |
| 5e circonscription  | M. Paul Dhaille                                | PS    | M. Pierre Héricher                                                   |
| 6e circonscription  | M. Joseph Menga                                | PS    | M. Michel Vallery                                                    |
| 7e circonscription  | M. André Duroméa                               | PCF   | Mme Maryvonne Rioual                                                 |
| 8e circonscription  | M. Roger Fossé                                 | RPR   | M. Jacques Couture                                                   |
| 9e circonscription  | M. Jean Beaufils                               | PS    | M. Claude Balandrade                                                 |
| 10e circonscription | M. Georges Delatre                             | RPR   | M. Marcel Rudi                                                       |

### VIelégislature (1978-1981)
| Circonscription     | Identité             | Parti | Suppléant              |
| ------------------- | -------------------- | ----- | ---------------------- |
| 1re circonscription | M. Henri Colombier   | UDF   | Mme Geneviève Preterre |
| 2e circonscription  | M. Laurent Fabius    | PS    | M. René Youinou        |
| 3e circonscription  | M. Roland Leroy      | PCF   | M. Jean Malvasio       |
| 4e circonscription  | Mme Colette Privat   | PCF   | M. Gilbert Grenier     |
| 5e circonscription  | M. Charles Revet     | UDF   | M. Claude Laplace      |
| 6e circonscription  | M. Antoine Rufenacht | RPR   | M. Raymond Réjaud      |
| 7e circonscription  | M. André Duroméa     | PCF   | Mme Maryvonne Rioual   |
| 8e circonscription  | M. Roger Fossé       | RPR   | M. Jacques Couture     |
| 9e circonscription  | M. Irénée Bourgois   | PCF   | M. Jean Garraud        |
| 10e circonscription | M. Georges Delatre   | RPR   | M. Marc Perrin         |

### Velégislature (1973-1978)
| Circonscription     | Identité                                | Parti | Suppléant                                    |
| ------------------- | --------------------------------------- | ----- | -------------------------------------------- |
| 1re circonscription | M. Jean Lecanuet puis M. Pierre Damamme |       | M. Pierre Damamme                            |
| 2e circonscription  | M. Tony Larue                           | PS    | M. Napoléon Susini                           |
| 3e circonscription  | M. Roland Leroy                         | PCF   | M. Jean Malvasio                             |
| 4e circonscription  | M. André Martin                         | RDS   | M. Marcel Sauvage                            |
| 5e circonscription  | M. André Bettencourt                    | CNI   | M. Charles Revet                             |
| 6e circonscription  | M. Maurice Georges M. Raymond Réjaud    | UDR   | M. Antoine Rufenacht de 73 à 75 ? de 76 à 78 |
| 7e circonscription  | M. André Duroméa                        | PCF   | M. Maurice Schlewitz                         |
| 8e circonscription  | M. Roger Fossé                          | UDR   | M. Jacques Couture                           |
| 9e circonscription  | M. Raymond Offroy                       | UDR   | M. Jean Le Prince                            |
| 10e circonscription | M. Georges Delatre                      | UDR   | M. Marc Perrin                               |

### IVelégislature (1968-1973)
| Circonscription     | Identité             | Parti | Suppléant           |
| ------------------- | -------------------- | ----- | ------------------- |
| 1re circonscription | M. Roger Dusseaulx   | UDR   | M. Guy Lucas-Leclin |
| 2e circonscription  | M. Tony Larue        | PS    | M. Albert Gougeon   |
| 3e circonscription  | M. Roland Leroy      | PCF   | M. Olivier Goubert  |
| 4e circonscription  | M. Olivier de Sarnez | UDR   | M. René Duval       |
| 5e circonscription  | M. André Bettencourt | CNI   | M. Georges Chedru   |
| 6e circonscription  | M. Maurice Georges   | UDR   | M. René Rabaste     |
| 7e circonscription  | M. André Duroméa     | PCF   | M. Louis Lecat      |
| 8e circonscription  | M. Roger Fossé       | UDR   | M. Jacques Couture  |
| 9e circonscription  | M. Raymond Offroy    | UDR   | M. Jean Clatz       |
| 10e circonscription | M. Georges Delatre   | UDR   | M. Marc Perrin      |

### IIIelégislature (1967-1968)
| Circonscription     | Identité             | Parti | Suppléant                        |
| ------------------- | -------------------- | ----- | -------------------------------- |
| 1re circonscription | M. Roger Dusseaulx   | UNR   | M. René Tamarelle décédé en 1968 |
| 2e circonscription  | M. Tony Larue        | PS    | M. Albert Gougeon                |
| 3e circonscription  | M. Roland Leroy      | PCF   | M. Olivier Goubert               |
| 4e circonscription  | Mme Colette Privat   | PCF   | M. Gilbert Grenier               |
| 5e circonscription  | M. André Bettencourt | CNI   | M. Georges Chedru                |
| 6e circonscription  | M. Maurice Georges   | UDR   | Dr Seguin                        |
| 7e circonscription  | M. André Duroméa     | PCF   | M. Louis Lecat                   |
| 8e circonscription  | M. Roger Fossé       | UDR   | M. Bernard Thélu                 |
| 9e circonscription  | M. Raymond Offroy    | UDR   | M. Jean Clatz                    |
| 10e circonscription | M. Georges Delatre   | UDR   | M. Marc Perrin                   |

### IIelégislature (1962-1967)
| Circonscription     | Identité              | Parti   | Autres mandats                                                   | Suppléant(e)         |
| ------------------- | --------------------- | ------- | ---------------------------------------------------------------- | -------------------- |
| 1re circonscription | M. Roger Dusseaulx    | UNR-UDT | Conseiller général, adjoint au maire de Rouen                    | M. Jean Flament      |
| 2e circonscription  | M. Tony Larue         | SFIO    | Maire de Grand-Quevilly                                          | M. René Masselin     |
| 3e circonscription  | M. Jean-Marie Morisse | UNR     | Vice-Président du Conseil général, conseiller municipal de Rouen | M. Ulysse Marel      |
| 4e circonscription  | M. André Chérasse     | UNR     |                                                                  | M. René Duval        |
| 5e circonscription  | M. André Bettencourt  | CNI     | Conseiller général du canton de Lillebonne                       | M. Georges Chedru    |
| 6e circonscription  | M. Maurice Georges    | UNR     |                                                                  | M.Julien Raoult      |
| 7e circonscription  | M. René Cance         | PCF     |                                                                  | M. André Duroméa     |
| 8e circonscription  | M. Roger Fossé        | UNR     |                                                                  | M. Jean Cortier      |
| 9e circonscription  | M. Louis Boisson      | SFIO    | Conseiller général, maire du Tréport                             | M. Raymond Letessier |
| 10e circonscription | M. Georges Delatre    | UNR-UDT | Maire de Gournay-en-Bray                                         | M. Marc Perrin       |

### Irelégislature (1958-1962)
| Circonscription     | Identité              | Parti                          | Autres mandats                                                                   | Suppléant(e)                                             |
| ------------------- | --------------------- | ------------------------------ | -------------------------------------------------------------------------------- | -------------------------------------------------------- |
| 1re circonscription | M. Roger Dusseaulx    | UNR                            |                                                                                  | M. François Codet, maire de Bois-Guillaume, † 31/10/1962 |
| 2e circonscription  | M. Tony Larue         | PS                             |                                                                                  | M. Lucien Hainneville                                    |
| 3e circonscription  | M. Jean-Marie Morisse | UNR                            | Vice-Président du Conseil Général, conseiller municipal de Rouen                 | M. Robert Lelongt                                        |
| 4e circonscription  | M. André Marie        | N.I.-CR                        |                                                                                  | M. Placide Alexandre                                     |
| 5e circonscription  | M. André Bettencourt  | CNI                            | Conseiller général du canton de Lillebonne                                       | M. Georges Chedru                                        |
| 6e circonscription  | M. Pierre Courant     | CNI                            | Président du Conseil Général                                                     | M. Robert Lenoble                                        |
| 7e circonscription  | M. René Cance         | PCF                            | Maire du Havre                                                                   | M. André Duroméa                                         |
| 8e circonscription  | M. Robert Grèverie    | CNI                            | Conseiller général du canton de Valmont                                          | M. Joseph Duclos                                         |
| 9e circonscription  | M. Louis Delaporte    | CNI                            | Maire de Criel-sur-Mer                                                           | M. André Félix-Vincent                                   |
| 10e circonscription | M. Claude Heuillard   | N.I. Gauche démocrate radicale | Conseiller général du canton de Gournay-en-Bray, adjoint au maire de Neuf-Marché | M. Roger Lefebvre                                        |

## IVe République
Sous la IVe République, les élections législatives se déroulent sous forme de scrutin proportionnel plurinominal par département.

### Irelégislature (1946 - 1951)
Les treize députés élus sont, par ordre de restitution de la base Sycomore de l'Assemblée Nationale :
| Identité            | Parti |
| ------------------- | ----- |
| Roger Dusseaulx     |       |
| Jean Capdeville     |       |
| Jean Binot          |       |
| Victor Michaut      |       |
| Hilaire Perdon      |       |
| Lucie Guérin        |       |
| André Marie         |       |
| Pierre Courant      |       |
| René Cance          |       |
| Louis Siefridt      |       |
| Raoul Becquet       |       |
| Jacques Chastellain |       |
| René Coty           |       |

### IIelégislature (1951 - 1955)
Les 16 députés élus sont, par ordre de restitution de la base Sycomore de l'Assemblée Nationale :
| Identité            | Parti |
| ------------------- | ----- |
| Jean Lecanuet       |       |
| Henriette Brunet    |       |
| André Bettencourt   |       |
| Roger Dusseaulx     |       |
| Jean Capdeville     |       |
| Jean Binot          |       |
| Victor Michaut      |       |
| Georges Heuillard   |       |
| André Marie         |       |
| Pierre Courant      |       |
| Henri Savale        |       |
| Louis Siefridt      |       |
| Pierre Detoeuf      |       |
| Raoul Becquet       |       |
| Jacques Chastellain |       |
| Lucien Deboudt      |       |

### IIIelégislature (1956 - 1958)
Les 12 députés élus sont, par ordre de restitution de la base Sycomore de l'Assemblée Nationale :
| Identité          | Parti |
| ----------------- | ----- |
| Roland Leroy      |       |
| Constant Lecœur   |       |
| André Bettencourt |       |
| Jean Binot        |       |
| Roger Léger       |       |
| Tony Larue        |       |
| Louis Eudier      |       |
| René Tamarelle    |       |
| Fernand Legagneux |       |
| André Marie       |       |
| Pierre Courant    |       |
| René Cance        |       |

## Gouvernement provisoire de la République française
Comme sous la IVe République la Seine-Inférieure compte deux circonscriptions. La 1re a pour centre Rouen, la 2e a pour centre Le Havre. Les sièges sont attribués à la proportionnelle.

### Première assemblée constituante(octobre 1945 - juin 1946)
Sont élus dans la 1re circonscription (ordre des élus en fonction de celui des suffrages obtenus) :
- Victor Michaut
- Lucie Guérin
- Jacques Chastellain
- Jean Capdeville
- Roger Dusseaulx
- André Marie

Sont élus dans la 2e circonscription :
- René Cance
- Joseph Hertel
- Pierre Courant
- René Coty
- Louis Siefridt
- Jean Binot

### Seconde Assemblée constituante(juin - novembre 1946)
Sont élus dans la 1re circonscription (ordre d'élection):
- Victor Michaut
- Lucie Guérin
- Roger Dusseaulx
- Jacques Chastellain
- André Marie
- Jean Capdeville

Sont élus dans la 2e circonscription (ordre d'élection)
- René Cance
- Joseph Hertel
- Pierre Courant
- René Coty
- Louis Siefridt
- Jean Binot

## IIIeRépublique

### Assemblée nationale(1871-1876)
- Louis Savoye, Appel au peuple (Bonapartiste)
- Ernest de Lédignan Saint-Michel des Roys, Centre droit
- Edgar Raoul-Duval, Union des droites
- Roger Anisson-Duperron, Centre droit
- Augustin Pouyer-Quertier, Centre droit
- Étienne Nétien, Centre gauche
- Alphonse Cordier, Centre gauche
- Louis-Charles-Alfred de Frotier de Bagneux, Union des droites
- Armand Le Bourgeois, Centre droit
- Pierre Robert, Union des droites
- David Lanel, Centre droit
- Augustin Buisson, Centre gauche
- Jules Ancel, Centre droit
- Ludovic Vitet, Centre droit, mort le 5 juin 1873, remplacé par Charles Letellier-Valazé, Centre gauche, élu le 13 novembre 1873
- Jules Peulvé, Centre droit
- Jean-Louis Buée, Centre gauche

### Irelégislature(1876-1877)
- Richard Waddington
- Louis Savoye
- Aimé Dubois
- Jules Thiessé
- Henri Le Vaillant du Douët
- Roger Anisson-Duperron
- Lucien Dautresme
- Jules Le Cesne
- Armand Le Bourgeois
- David Lanel
- Louis Desseaux

### IIelégislature(1877-1881)
- Richard Waddington
- Louis Savoye
- Aimé Dubois invalidé en 1878, remplacé par Paul Casimir-Périer
- Jules Thiessé
- Henri Le Vaillant du Douët
- Roger Anisson-Duperron
- Lucien Dautresme
- Armand Le Bourgeois mort en 1879, remplacé par Auguste Trouard-Riolle
- Jules Le Cesne mort en 1878, remplacé par Louis Peulevey
- Louis Desseaux mort en 1881, remplacé par Nicolas Duvivier
- David Lanel

### IIIelégislature(1881-1885)
- Richard Waddington
- Maurice Desson de Saint-Aignan
- Félix Faure
- Ferdinand Lechevallier
- Jules Thiessé
- Lucien Dautresme
- Auguste Trouard-Riolle
- David Lanel mort en 1883, remplacé par Nicolas Grout
- Nicolas Duvivier
- Louis Peulevey
- Paul Casimir-Perier

### IVelégislature(1885-1889)
- Richard Waddington
- André Lyonnais
- Félix Faure
- Ferdinand Lechevallier
- Louis Ricard
- Jules Siegfried
- Jules Thiessé
- Pierre Le Souef
- Lucien Dautresme
- Auguste Trouard-Riolle
- Nicolas Duvivier
- Paul Casimir-Perier

### Velégislature(1889-1893)
- Le Havre-2 : Félix Faure, Républicain
- Rouen-2 : Lucien Dautresme, Républicain, élu sénateur en 1891, remplacé par Julien Goujon, Républicain
- Le Havre-3 : André Piérard, Conservateur
- Neufchatel : Jules Gervais, Républicain
- Rouen-3 : Richard Waddington, Républicain, élu sénateur en 1891, remplacé par Maurice Lebon, Républicain
- Dieppe-1 : Ernest Bretonn, Républicain
- Dieppe-2 : Louis Legras, Républicain
- Yvetot-2 : Louis de Montfort, Monarchiste
- Yvetot-1 : Ferdinand Lechevallier, Républicain
- Rouen-1 : Louis Ricard, Républicain
- Le Havre-1 : Jules Siegfried, Républicain

Source : journal Le Temps du 24 septembre et du 8 octobre 1889 sur Gallica,.

### VIelégislature(1893-1898)
- Le Havre-2 : Félix Faure, Républicain, élu président de la République en 1895, remplacé par Louis Brindeau, Républicain progressiste
- Le Havre-3 : Léon Desgenétais, Républicain, mort en 1893, remplacé par Ernest Delaunay, Républicain
- Rouen-3 : Julien Goujon, Républicain
- Neufchatel : Jules Gervais, Républicain
- Rouen-4 : Maurice Lebon, Républicain
- Dieppe-2 : Louis Legras, Républicain, mort en 1896, remplacé par Daniel de Folleville de Bimorel, Républicain
- Dieppe-1 : Ernest Breton, Républicain
- Yvetot-2 : Louis de Montfort, Rallié
- Yvetot-1 : Ferdinand Lechevallier, Républicain
- Rouen-1 : Louis Ricard, Républicain
- Rouen-2 : Valérius Leteurtre, Républicain
- Le Havre-1 : Jules Siegfried, Républicain élu sénateur en 1897, remplacé par Auguste Rispal, Républicain

Source : journal Le Temps du 22 août et du 5 septembre 1893 sur Gallica,.

### VIIelégislature(1898-1902)
- Yvetot-2 : Louis de Montfort, Rallié, élu sénateur en 1900, remplacé par Louis Quesnel, Républicain  progressiste
- Dieppe-2 : Julien Rouland, Républicain
- Rouen-2 : Robert de Pomereu, Conservateur
- Le Havre-2 : Louis Brindeau, Républicain
- Neufchâtel : Georges Bouctot, Républicain
- Rouen-3 : Julien Goujon, Républicain
- Rouen-4 : Gustave Quilbeuf, Républicain
- Le Havre-3 : André Suchetet, Libéral
- Dieppe-1 : Ernest Breton, Radical, mort en 1901, non remplacé
- Yvetot-1 : Ferdinand Lechevallier, Républicain
- Rouen-1 : Louis Ricard, Radical
- Le Havre-1 : Auguste Rispal, Républicain

Source : journal Le Temps du 10 mai et du 24 mai 1898 sur Gallica,.

### VIIIelégislature(1902-1906)
- Yvetot : Ferdinand Lechevallier, Républicain, mort en 1905, remplacé par Louis Quesnel, Républicain progressiste
- Dieppe-2 : Julien Rouland, Républicain
- Rouen-2 : Robert de Pomereu, Conservateur (Action libérale)
- Dieppe-1 : Paul Bignon, Républicain
- Le Havre-2 : Louis Brindeau, Républicain
- Neufchâtel : Georges Bouctot, Républicain
- Rouen-3 : Julien Goujon, Républicain
- Rouen-4 : Gustave Quilbeuf, Républicain
- Le Havre-3 : André Suchetet, Conservateur (Action libérale)
- Rouen-1 : Ernest Borgnet, Libérale (Union démocratique)
- Le Havre-1 : Jules Siegfried, Radical

Source : journal Le Temps du 29 avril et du 13 mai 1902 sur Gallica,.

### IXelégislature(1906-1910)
- Yvetot : Louis Quesnel, Républicain progressiste
- Rouen-2 : Robert de Pomereu, Action libérale
- Dieppe-1 : Paul Bignon, Républicain progressiste
- Le Havre-2 : Louis Brindeau, Républicain progressiste
- Neufchâtel : Georges Bouctot, Républicain progressiste
- Rouen-4 : Gustave Quilbeuf, Républicain progressiste
- Le Havre-3 : André Suchetet, Action libérale
- Dieppe-2 : Daniel de Folleville de Bimorel, Républicain (Gauche démocratique)
- Rouen-3 : Isidore Maillé, Gauche radicale
- Le Havre-1 : Jules Siegfried, Républicain (Gauche démocratique)
- Rouen-1 : Achille Lefort, Gauche radicale

Sources : Journal Le Temps du 6 et du 22 mai 1906 sur Gallica - ,.

### Xelégislature(1910-1914)
- Rouen-3 : Charles Mouchel, Républicain socialiste, mort le 22 octobre 1911, remplacé par Amédée Peyroux, Républicain progressiste, élu le 4 février 1912
- Le Havre-2 : Louis Brindeau, Républicain progressiste, élu sénateur en 1912, remplacé par Georges Ancel, non-inscrit, élu le 17 mars 1912
- Le Havre-3 : Georges Bureau, Gauche démocratique
- Yvetot : Louis Quesnel, Républicain progressiste, élu sénateur en 1912, remplacé par André Lavoinne, Gauche démocratique, élu le 17 mars 1912
- Rouen-2 : Robert de Pomereu, Action libérale
- Dieppe-1 : Paul Bignon, Gauche démocratique
- Rouen-1 : Auguste Leblond, Républicain progressiste, élu sénateur en 1913, non remplacé
- Neufchâtel : Georges Bouctot, Gauche démocratique
- Rouen-4 : Gustave Quilbeuf, Républicain progressiste, mort le 17 décembre 1910, remplacé par Pierre-Adalbert de Frotier de Bagneux, non-inscrit, élu le 12 mars 1911
- Dieppe-2 : Daniel de Folleville de Bimorel, Gauche démocratique
- Le Havre-1 : Jules Siegfried, Gauche démocratique

Sources : Journal Le Temps du 24 avril et du 8 mai 1910 sur Gallica - ,.

### XIelégislature(1914-1919)
- Rouen-3 : Amédée Peyroux, Fédération républicaine (Droite)
- Le Havre-2 : Georges Ancel, Non-inscrit (Droite)
- Le Havre-3 : Georges Bureau, Républicain de gauche (modéré)
- Yvetot : André Lavoinne, Républicain de gauche (modéré)
- Rouen-1 : Maurice Nibelle, Radical socialiste
- Rouen-2 : Robert de Pomereu, Action libérale
- Dieppe-1 : Paul Bignon, Républicain de gauche (modéré)
- Neufchâtel : Georges Bouctot, Républicain de gauche (modéré)
- Rouen-4 : Pierre-Adalbert de Frotier de Bagneux, Non-inscrit (Droite)
- Dieppe-2 : Daniel de Folleville de Bimorel, Républicain de gauche (modéré), mort le 12 juin 1916, non remplacé
- Le Havre-1 : Jules Siegfried, Républicain de gauche (modéré)

Sources : Journal Le Temps du 28 avril et du 12 mai 1914 sur Gallica - ,.

### XIIelégislature(1919-1924)
Les élections législatives de 1919 furent organisées au scrutin proportionnel de liste. Elles marquèrent au niveau national la victoire du "Bloc national" de centre-droit.
Liste d'Union nationale républicaine et démocratique
- Robert Thoumyre, Républicain de gauche (modéré)
- Georges Bureau, Républicain de gauche (modéré)
- Paul Bignon, Républicain de gauche (modéré)
- Jules Siegfried, Gauche républicaine démocratique, mort le 26 septembre 1922, remplacé par René Coty, Républicain de gauche (modéré), élu le 10 juin 1923
- Jean Maillard, Républicain de gauche (modéré)
- Maurice Nibelle, Parti radical et radical-socialiste
- Paul Anquetil, Entente républicaine démocratique
- Amédée Peyroux, Entente républicaine démocratique
- Georges Ancel, Entente républicaine démocratique
- André Lavoinne, Républicain de gauche (modéré)
- Pierre-Adalbert de Frotier de Bagneux, Entente républicaine démocratique, mort le 4 avril 1923, remplacé par Léon Meyer, Parti radical et radical-socialiste, élu le 10 juin 1923

Source : Barodet sur le site de l'Assemblée Nationale - https://bibnum.sciencespo.fr/s/catalogue/ark:/46513/sc16m2kz#?c=&m=&s=&cv=

### XIIIelégislature(1924-1928)
Les élections législatives de 1924 furent organisées au scrutin proportionnel de liste. Elles marquèrent au niveau national national la victoire du "Cartel des gauches".
Liste d'Union républicaine
- Paul Bignon, Républicain de gauche (modéré), Président du Conseil général, maire d'Eu, élu sénateur en 1927, non remplacé
- Georges Bureau, Républicain de gauche (modéré), Conseiller général
- René Coty, Républicain de gauche (modéré), Conseiller général
- Louis Dubreuil, Union républicaine démocratique, Conseiller général, maire de Rouen
- Paul Anquetil, Union républicaine démocratique, Conseiller d'arrondissement
- Amédée Peyroux, Union républicaine démocratique
- Georges Ancel, Union républicaine démocratique, Conseiller général, maire d'Harfleur

Liste d'Union des Gauches
- Léon Meyer, Parti radical et radical-socialiste
- Fernand-Étienne Rimbert, Gauche radicale
- Eugène Tilloy, SFIO

Liste Républicaine de Gauche
- Robert Thoumyre, Gauche républicaine démocratique

Liste du Bloc Ouvrier-Paysan
- Maurice Gautier, PC-SFIC

Source : Barodet sur le site de l'Assemblée Nationale - https://bibnum.sciencespo.fr/s/catalogue/ark:/46513/sc16m1m0#?c=&m=&s=&cv=

### XIVelégislature(1928-1932)
Les élections législatives furent au scrutin d'arrondissement majoritaire à deux tours de 1928 à 1936.
- Rouen-4 : André Marie, Radical-socialiste
- Rouen-3 : René Lebret, SFIO
- Dieppe-2 : Robert Thoumyre, Républicain de Gauche (modéré)
- Le Havre-2 : René Coty, Républicain de Gauche (modéré)
- Rouen-2 : Edmond Blondel, Action démocratique et sociale (centre-droit)
- Neufchâtel : Georges Bouctot, Républicain de Gauche (modéré), mort le 27 février 1929, remplacé par Jean Thureau-Dangin, Républicain de Gauche (modéré), élu le 21 avril 1929
- Rouen-1 : Paul Anquetil, Union républicaine démocratique
- Le Havre-3 : Georges Bureau, Républicain de Gauche (modéré)
- Dieppe-1 : Fernand-Étienne Rimbert, Gauche radicale
- Le Havre-1 : Léon Meyer, Radical-socialiste
- Yvetot : Louis Quesnel, Républicain de Gauche (modéré)

Source : Élections législatives 22-29 avril 1928 de Georges Lachapelle - https://gallica.bnf.fr/ark:/12148/bpt6k320439r.texteImage#

### XVelégislature(1932-1936)
- Rouen-4 : André Marie, Radical-socialiste
- Rouen-3 : René Lebret, Parti socialiste de France
- Le Havre-2 : René Coty, Républicains de gauche, élu Sénateur en 1936, non remplacé
- Dieppe-2 : Jacques du Luart, Fédération républicaine
- Rouen-2 : Octave Crutel, Radical-socialiste
- Neufchâtel : Jean Thureau-Dangin, Républicains de gauche
- Le Havre-3 : Georges Bureau, Républicains de gauche
- Rouen-1 : Georges Métayer, Radical-socialiste
- Dieppe-1 : Fernand-Étienne Rimbert, Radical-socialiste
- Le Havre-1 : Léon Meyer, Radical-socialiste
- Yvetot : Louis Quesnel, Républicains de gauche

### XVIelégislature(1936-1940)
- Lucien Galimand
- Geoffroy de Montalembert
- André Marie
- André Genty
- René Lebret
- Jacques du Luart
- Octave Crutel
- Albert Dubosc
- Georges Bureau
- Georges Métayer
- Léon Meyer

## Second Empire

### Irelégislature(1852-1857)
- Henri de Rochechouart de Mortemart démissionne en 1855, remplacé par Georges Huchet de La Bédoyère
- Henri Quesné
- Jules Ancel
- Charles Levavasseur
- Stanislas Lédier
- Amédée Desjobert mort en 1853, remplacé par Pierre Alexis Corneille

### IIelégislature(1857-1863)
- Augustin Pouyer-Quertier
- Georges Huchet de La Bédoyère nommé sénateur  en 1859, remplacé par Jules Reiset
- Henri Quesné
- Jules Ancel
- Stanislas Lédier
- Pierre Alexis Corneille

### IIIelégislature(1863-1869)
- Pierre Alexis Corneille, mort en 1868, remplacé par Pierre Rémy Corneille
- Augustin Pouyer-Quertier
- Henri Quesné
- Jules Ancel
- Stanislas Lédier
- Henry Barbet

### IVelégislature(1869-1870)
- Pierre Rémy Corneille
- Louis Charles Estancelin
- Jules Le Cesne
- Henri Quesné
- Augustin Buisson
- Louis Desseaux

## IIeRépublique
Élections au suffrage universel masculin à partir de 1848

### Assemblée nationale constituante (1848-1849)
- Louis Amand Demarest
- Hyacinthe Dobremel démissionne en 1848
- Louis-Hippolyte Rangeard de La Germonière
- Eugène Loyer
- Charles Levavasseur
- Théodore-Éloi Lebreton
- Hippolyte Martinetz démissionne en 1848
- Alphonse Lefort-Gonssollin
- Alexandre Bautier
- Camille Randoing
- François-Xavier Osmont
- Antoine Sénard
- Pierre Nicolas Lefèvre
- Pierre Grandin
- Adolphe Thiers
- Amédée Desjobert
- Joseph Morlot
- Charles Dargent
- Jean-Baptiste Cécille
- Charles Dupin
- Auguste Edmond Girard

### Assemblée nationale législative (1849-1851)
- Louis Amand Demarest
- Louis Charles Estancelin
- Jules Ancel
- Louis-Hippolyte Rangeard de La Germonière
- Eugène Loyer
- Henri de Rochechouart de Mortemart
- Charles Levavasseur
- Ludovic Vitet
- Prudent de Chasseloup-Laubat
- Pierre Grandin mort en 1849, remplacé par Pierre Bourdon
- Adolphe Thiers
- Henri Louis Martin de Villers
- Amédée Desjobert
- Stanislas Lemoyne d'Aubermesnil
- Jean-Baptiste Cécille
- Charles Dupin

## Chambre des députés (Monarchie de Juillet)

### IreLégislature(1830-1831)
- Charles Bérigny
- Eugène Aroux
- Louis Nicolas Martin
- Jean-Baptiste Thil
- Abdon-Patrocle-Frédéric Hély d'Oissel
- Martin Laffitte
- Georges Petou
- Jean-Marie Duvergier de Hauranne
- Eugène-Dominique Maille
- Marie-Jacques-François-Alexandre Asselin de Villequier

### IIeLégislature(1831-1834)
- Charles Bérigny
- Abdon-Patrocle-Frédéric Hély d'Oissel mort en 1833, remplacé par Amédée Desjobert
- Eugène Aroux
- Henry Barbet
- Jacques Mallet
- Jean-Louis Leclerc
- Michel Delaroche (1775-1852)
- Georges Petou
- Eugène-Dominique Maille
- Bernard Cabanon démissionne en 1833, remplacé par Jean-Baptiste Rondeaux
- Marie-Jacques-François-Alexandre Asselin de Villequier mort en 1833

### IIIeLégislature(1834-1837)
- Charles Bérigny
- Ludovic Vitet
- Alexandre Toussin
- Amédée Desjobert
- Henry Barbet
- Jacques Mallet
- Adrien François Lemaistre
- Alexandre-Jacques-Laurent Anisson-Dupéron
- Georges Petou
- Jacques Laffitte

### IVeLégislature(1837-1839)
- Charles Bérigny
- Ludovic Vitet
- Guillaume Mermilliod
- Pierre Henri Sevaistre
- Justin de Chasseloup-Laubat
- Amédée Desjobert
- Henry Barbet
- Jacques Mallet
- Jean-Baptiste Curmert
- Alexandre-Jacques-Laurent Anisson-Dupéron
- Jean-François Izarn

### VeLégislature(1839-1842)
- Charles Bérigny
- Ludovic Vitet
- Guillaume Mermilliod
- Justin de Chasseloup-Laubat
- Pierre Grandin
- Alexandre Toussin
- Amédée Desjobert
- Henry Barbet
- Jacques Mallet
- Alexandre-Jacques-Laurent Anisson-Dupéron
- Jacques Laffitte

### VIeLégislature(1842-1846)
- Charles Levavasseur
- Ludovic Vitet
- Guillaume Mermilliod mort en 1844, remplacé par Louis Émile Dubois
- Justin de Chasseloup-Laubat
- Pierre Grandin
- Alexandre Toussin
- Amédée Desjobert
- Adolphe Leseigneur
- Pierre Cabanon démissionne en 1845, remplacé par Jean-Baptiste Rondeaux
- Jacques Laffitte mort en 1844, remplacé par Henry Barbet
- Charles-Marie-Léonard Cousture

### VIIeLégislature(1846-1848)
- Charles Levavasseur
- Ludovic Vitet
- Alphonse Lefort-Gonssollin
- Louis Émile Dubois
- Justin de Chasseloup-Laubat mort en 1847, remplacé par François-Xavier Osmont
- Pierre Grandin
- Amédée Desjobert
- Adolphe Leseigneur
- Charles-Marie-Léonard Cousture
- Jean-Baptiste Rondeaux

## Chambre des députés des départements (2eRestauration)

### Irelégislature(1815–1816)
- Charles Lemercier de Longpré
- Henri-Charles Le Bègue de Germiny
- Charles Léonard Odoard du Hazay
- Jean-Marie Duvergier de Hauranne
- Anne Louis Christian de Montmorency
- Vincent Prosper Ribard
- Jean-Baptiste Charles Castel
- Louis-Jacques Grossin de Bouville
- Jacques Armand Delamare

### IIelégislature(1816-1823)
- Michel Delaroche (homme politique)
- Jean-Marie Duvergier de Hauranne
- Anne Louis Christian de Montmorency
- Bernard Cabanon
- Vincent Prosper Ribard
- Louis Stanislas de Girardin
- Jacques Claude Beugnot
- Jean-Baptiste Charles Castel
- Alexandre de Lameth
- Abraham Leseigneur
- Louis-Jacques Grossin de Bouville
- Jacques-François Begouën

### IIIelégislature(1824-1827)
- Adrien Charles Deshommets de Martainville
- Louis Frédéric Fouquier-Long
- Henri Louis Martin de Villers
- Georges Petou
- Louis Pierre Édouard Bignon
- Anne Louis Christian de Montmorency
- Amable Pierre de Maurès de Malartic
- Vincent Prosper Ribard
- Louis Stanislas de Girardin
- Louis-Joseph Faure
- Louis-Jacques Grossin de Bouville

### IVelégislature(1828-1830)
- Louis Nicolas Martin
- Jean-Baptiste Thil
- Abdon-Patrocle-Frédéric Hély d'Oissel
- Martin Laffitte
- Georges Petou
- Charles Bérigny
- Bernard Cabanon
- Jean-Marie Duvergier de Hauranne
- Eugène-Dominique Maille
- Amable Pierre de Maurès de Malartic
- Marie-Jacques-François-Alexandre Asselin de Villequier

### Velégislature(23 juin 1830-28 juillet 1830)
- Charles Bérigny
- Louis Nicolas Martin
- Jean-Baptiste Thil
- Abdon-Patrocle-Frédéric Hély d'Oissel
- Martin Laffitte
- Georges Petou
- Eugène-Dominique Maille
- Jean-Marie Duvergier de Hauranne
- Bernard Cabanon
- Marie-Jacques-François-Alexandre Asselin de Villequier

## Chambre des représentants (Cent-Jours)
- Louis Pierre Édouard Bignon
- Guillaume Joseph Norbert Delaistre
- Félix Lepeletier
- Camille Rigoult
- Louis Stanislas de Girardin
- Daniel Jacques Brière
- Abraham Leseigneur
- Marie-Jacques-François-Alexandre Asselin de Villequier
- Alexandre Hellot
- Alexandre Defontenay
- François Lucas
- Nicolas Vimar

## Chambre des députés des départements (1reRestauration)
- Louis Lézurier de La Martel
- Guillaume-Stanislas Faure
- Antoine Alexandre de Canouville
- Louis Stanislas de Girardin
- Michel Aroux
- Louis-Constant Hébert
- Pierre Dalleaume

## Corps législatif(1800-1814)
- Louis Lézurier de La Martel
- Guillaume-Stanislas Faure
- Antoine Alexandre de Canouville
- Louis Stanislas de Girardin
- Michel Aroux
- Louis-Constant Hébert
- Jean-Pierre Duval
- Jean-Charles Costé
- Jean-Denis Thomas
- François Noël Anquetin de Beaulieu
- Pierre Dalleaume
- Antoine-François Hardy
- Pierre Jacques Bourdon
- Charles Rabasse
- Georges Thomas Brémontier
- Jacques François Bourgois
- Antoine Simon Levieux
- Charles-Louis Lemesle

## Conseil des Cinq-Cents(1795-1799)
- Jacques Charles Bailleul
- Jacques Christophe Luc Mariette
- Nicolas François Thiessé
- Emmanuel Castillon
- Charles-Auguste-Esprit-Rose Blutel
- Louis Jacques Ledesvé
- Jean-Pierre Duval
- Pierre David Beauvais
- Jean-Charles Costé
- Pierre-Louis-Stanislas Lefebvre
- Alexandre Hellot
- Jacques Leroux des Trois Pierres
- Antoine-François Hardy
- Alexandre-Jean Ruault
- Charles Rabasse
- Georges Thomas Brémontier
- François Lucas
- Charles François de Calonne-d'Avesnes
- François César Legendre
- Jean Ulric Guttinguer
- Jean Sautereau
- Georges Lejaulne
- Charles-Louis Lemesle
- Jean-Gaspard Charles
- Michel Belligny
- François Grégoire de Rumare

## Convention nationale(1792-1795)
- Pierre-Pomponne-Amédée Pocholle
- Jean-Louis Albitte
- Jacques Charles Bailleul
- Antoine Louis Albitte
- Jacques-Charles-Gabriel Delahaye
- Jacques Christophe Luc Mariette
- Charles-Auguste-Esprit-Rose Blutel
- François Bernard Revel
- Jean-Pierre Duval
- Pierre-Louis-Stanislas Lefebvre
- Charles-Robert Hecquet
- Pierre-Charles-Victor Vincent
- Antoine-François Hardy
- Jean-Baptiste Yger
- Pierre Lecomte
- Alexandre-Jean Ruault
- Pierre Philippe Doublet
- Jacques François Bourgois
- Pierre-Joseph-Denis-Guillaume Faure

## Assemblée législative (1791-1792)
- Antoine Louis Albitte
- Louis Charles Alexandre Boullenger
- Jean-Étienne Letailleur
- Pierre-Nicolas-Étienne Langlois
- Charles Tarbé
- Pierre Léon Levavasseur
- Joseph Louis Desportes
- Pierre-Alexandre-Laurent Forfait
- Louis François Froudière
- Augustin Guillaume Hochet
- Georges Thomas Brémontier
- François Lucas
- Nicolas Vimar
- Jean-Jacques Christinat
- Jean-Baptiste Louis Ducastel
- Jean-Marin Grégoire